# Daniel Köllerer
Daniel Köllerer (ur. 17 sierpnia 1983 w Wels) – austriacki tenisista, reprezentant w Pucharze Davisa.

## Kariera tenisowa
Karierę tenisową rozpoczął w roku 2002.
W grze pojedynczej Austriak wygrał 5 turniejów rangi ATP Challenger Tour (wszystkie na nawierzchni ziemnej).
W marcu roku 2010 Köllerer zadebiutował w Pucharze Davisa w rundzie przeciwko Słowacji. Austriak przegrał oba swoje pojedynki singlowe, najpierw z Lukášem Lacko, a potem z Martinem Kližanem.
Najwyżej sklasyfikowany w rankingu singlistów był na 55. miejscu w połowie października 2009 roku, natomiast w zestawieniu deblistów w marcu 2009 roku zajmował 87. pozycję.
Köllerer znany był ze swojej impulsywności na kortach, stąd jego przydomek „Crazy Dani”. W czerwcu 2010 roku podczas jednego z turniejów doszło z jego udziałem do aktu rasistowskiego, kiedy to wypowiedział się obraźliwie o czarnoskórym Brazylijczyku Júlio Silvie.
31 maja 2011 roku został dożywotnio zdyskwalifikowany za ustawianie spotkań. W marcu 2012 roku Międzynarodowy Trybunał Arbitrażowy ds. Sportu podtrzymał dyskwalifikację tenisisty.

### Zwycięstwa w turniejach ATP Challenger Tour w grze pojedynczej
| Końcowy wynik | Nr | Data | Turniej    | Nawierzchnia | Przeciwnik          | Wynik finału  |
| ------------- | -- | ---- | ---------- | ------------ | ------------------- | ------------- |
| Zwycięzca     | 1. | 2003 | Samarkanda | Ceglana      | Andriej Stolariow   | 6:2, 6:3      |
| Zwycięzca     | 2. | 2004 | Kijów      | Ceglana      | Lukáš Dlouhý        | 6:0, 3:6, 7:5 |
| Zwycięzca     | 3. | 2008 | Fürth      | Ceglana      | Santiago Giraldo    | 6:1, 6:3      |
| Zwycięzca     | 4. | 2008 | Cali       | Ceglana      | Paul Capdeville     | 6:4, 6:3      |
| Zwycięzca     | 5. | 2009 | Rzym       | Ceglana      | Andreas Vinciguerra | 6:3, 6:3      |